# Microbotryum marginale
Microbotryum marginale är en svampart som först beskrevs av Augustin Pyrame de Candolle, och fick sitt nu gällande namn av Vánky 1998. Microbotryum marginale ingår i släktet Microbotryum och familjen Microbotryaceae.   Inga underarter finns listade i Catalogue of Life.